# Wincenty Babecki
Wincenty Jerzy Babecki, ps. Badecki (ur. 18 kwietnia 1890 w Kluszewie-Szajec, zm. 21 lutego 1980 w Warszawie) – pułkownik lekarz Wojska Polskiego, działacz niepodległościowy, kawaler Orderu Virtuti Militari.

## Życiorys
Urodził się 18 kwietnia 1890 we wsi Kluszewo-Szajec, w powiecie mławskim ówczesnej guberni płockiej, w rodzinie Antoniego i Józefy z Krośnickich. W czasie I wojny światowej w Legionach Polskich. Był oficerem 6 pułku piechoty.
W 1917 uzyskał dyplom lekarza medycyny na Uniwersytecie Jagiellońskim. W latach 1920–1924 pełnił służbę w 9 pułku piechoty Legionów w Zamościu na stanowisku starszego lekarza pułku pozostając oficerem nadetatowym kompanii zapasowej sanitarnej nr I, a później 2 batalionu sanitarnego w Lublinie. 24 września 1920 został zatwierdzony z dniem 1 kwietnia 1920 w stopniu kapitana, w Korpusie Lekarskim, w „grupie byłych Legionów Polskich”. 3 maja 1922 został zweryfikowany w stopniu majora ze starszeństwem od 1 czerwca 1919 i 155. lokatą w korpusie oficerów sanitarnych (lekarzy). W 1924 znajdował się w stanie nieczynnym. Z dniem 14 stycznia 1925 został powołany ze stanu nieczynnego do służby czynnej, przeniesiony z 2 do 1 batalionu sanitarnego, przydzielony do Wojskowego Instytutu Przyrodoleczniczego w Warszawie, z równoczesnym odkomenderowaniem do Wojskowego Instytutu Sanitarnego do dnia 1 kwietnia 1925. W kwietniu 1925 został przydzielony do Wojskowego Instytutu Sanitarnego na stanowisko kierownika Pracowni Higieny. W 1928 pełnił służbę w Departamencie Sanitarnym Ministerstwa Spraw Wojskowych. 23 stycznia 1929 prezydent RP nadał mu stopień podpułkownika z dniem 1 stycznia 1929 i 7. lokatą w korpusie oficerów sanitarnych, grupa lekarzy. W tym samym roku w Londynie wziął udział w pracach ze strony rządu polskiego nad przygotowaniem zapisów Konwencji Genewskiej i jest jej w imieniu prezydenta RP, sygnatariuszem ze strony polskiej wraz z płk. Józefem Prackim 27 lipca 1929. W 1931 w Hadze i w 1933 w Madrycie uczestniczył w obradach Międzynarodowego Kongresu Medycyny i Farmacji Wojskowej. Od kwietnia 1931 do sierpnia 1937 kierował Oddziałem Higieny Wojskowej Szpitala Szkolnego Centrum Wyszkolenia Sanitarnego w Warszawie. W lipcu 1934, w ramach programu emigracyjno – kolonialnego Ligi Morskiej i Kolonialnej, wyjechał wraz z inż. Tadeuszem Brudzińskim do Liberii, w charakterze rzeczoznawcy tamtejszego rządu do spraw higieny. We wrześniu 1935 zastąpił go dr Ludwik Anigstein. 27 czerwca 1935 prezydent RP nadał mu stopień pułkownika z dniem 1 stycznia 1935 i 4. lokatą w korpusie oficerów sanitarnych. W 1936 mieszkał w Warszawie przy Alei Szucha 16 i pełnił społecznie funkcję skarbnika Polskiego Towarzystwa Zwalczania Gośćca (Reumatyzmu) z siedzibą przy ulicy Nowogrodzkiej 59. Prezesem towarzystwa był wówczas prof. dr Witold Orłowski, a sekretarzem doc. dr Eleonora Reicher. W marcu 1939 pozostawał w stanie nieczynnym.
Po wybuchu II wojny światowej i kampanii wrześniowej trafił do Francji. Tam, zarządzeniem z 12 listopada 1939 Ministra Spraw Wojskowych rządu RP na uchodźstwie, gen. Władysław Sikorskiego, został członkiem zarządu Polskiego Czerwonego Krzyża w czasie wojny. 15 maja 1940 został szefem sanitarnym 3 Dywizji Piechoty.
Pełnił służbę na stanowisku naczelnego lekarza 1 Samodzielnej Brygady Strzelców. Wiosną 1943 roku był czasowo przydzielony do Ministerstwa Pracy i Opieki Społecznej. Z dniem 15 kwietnia 1943 roku został przeniesiony na stanowisko referenta służby zdrowia w Oddziale IV Sztabu I Korpusu Pancerno–Motorowego.
5 lipca 1947 wrócił do Polski. 17 października 1947 został zarejestrowany w Rejonowej Komendzie uzupełnień Warszawa Miasto. Od 1956 był profesorem nadzwyczajnym Akademii Medycznej w Warszawie.
Zmarł 21 lutego 1980 w Warszawie i został pochowany na Cmentarzu Wojskowym na Powązkach (kwatera B39, rząd 7, miejsce 7).
Był żonaty z Jadwigą z Piątkowskich, z którą miał syna Adama ps. „Dama” (1927–1963), uczestnika powstania warszawskiego, ochotnika 2. kompanii Zgrupowania Krybar, i córkę Wandę (ur. 1934). 

## Ordery i odznaczenia
- Krzyż Srebrny Orderu Wojskowego Virtuti Militari nr 6332 – 17 maja 1922[23][24][25]
- Krzyż Niepodległości – 9 stycznia 1932 „za pracę w dziele odzyskania niepodległości”[26]
- Krzyż Walecznych dwukrotnie[19] (po raz drugi „za czyny orężne w bojach byłego 6 pp Leg. Pol.”[27])
- Złoty Krzyż Zasługi po raz drugi[15]
- Złoty Krzyż Zasługi po raz pierwszy – 19 marca 1931 „za zasługi na polu organizacji i administracji służby zdrowia w wojsku”[28]
- Medal Pamiątkowy za Wojnę 1918–1921[19]
- Medal Dziesięciolecia Odzyskanej Niepodległości[19]
- Krzyż Pamiątkowy 6 pułku piechoty Legionów Polskich[29]
- Krzyż Oficerski Orderu Legii Honorowej – 1931[30]
- łotewski Medal Pamiątkowy 1918-1928[31]

## Twórczość
- Szczur i walka z nim, Wydawnictwo „Lekarza Wojskowego”, Warszawa 1926.
- Nowy wzór osobistej karty zdrowia w wojsku, Warszawa 1929.
- Z V-go Międzynarodowego Kongresu Medycyny i Farmacji Wojskowej w Londynie, Lekarz Wojskowy, R. X, 1929.
- Sprawozdanie z VI-go Międzynarodowego Kongresu Medycyny i Farmacji Wojskowej w Hadze, Lekarz Wojskowy, R. XII, 1931.
- Krótkie sprawozdanie o stanie zdrowotnym armii polskiej w latach 1922–1931, na podstawie statystyki wojskowo-lekarskiej, Lekarz wojskowy, t. XX, 1932.
- Sprawozdanie z VII-go Międzynarodowego Kongresu Medycyny i Farmacji Wojskowej w Madrycie, Lekarz Wojskowy, R. XIV, 1933.
- Ze statystyki samobójstw w wojsku polskiem w latach 1930–1932, Warszawa 1933.
- Zaopatrywanie w wodę w marszu, Warszawa 1936.
- Dur plamisty i jego zwalczanie, Warszawa 1937.
- Dobra woda do picia, Zarząd Główny Polskiego Czerwonego Krzyża, Warszawa 1938.
- Leczenie pracą i rehabilitacja chorych i inwalidów, Lekarski Instytut Naukowo – Wydawniczy, Warszawa 1948.
- Słownik lekarski polsko-łaciński = Vocabularium medicum Polono-Latinum, Państwowy Zakład Wydawnictw Lekarskich, Warszawa 1978.
- Słownik lekarski łacińsko-polski = Vocabularium medicum Latino-Polonum, Państwowy Zakład Wydawnictw Lekarskich, Warszawa 1979.
- Złamania kości i zwichnięcia stawów : rady dla ozdrowieńców, Państwowy Zakład Wydawnictw Lekarskich, Warszawa 1973.